# Resolutie 177 Veiligheidsraad Verenigde Naties
Resolutie 177 van de Veiligheidsraad van de Verenigde Naties was de laatste resolutie die in 1962 werd aangenomen door de VN-Veiligheidsraad. Dat gebeurde met unanimiteit van stemmen op 15 oktober dat jaar. De resolutie beval Oeganda aan als kandidaat VN-lidstaat.

## Inhoud
De Veiligheidsraad had de aanvraag voor lidmaatschap van de Verenigde Naties van Oeganda bestudeerd, en beval de Algemene Vergadering aan Oeganda toe te laten tot de Verenigde Naties.

## Verwante resoluties
- Resolutie 175 Veiligheidsraad Verenigde Naties (Trinidad en Tobago)
- Resolutie 176 Veiligheidsraad Verenigde Naties (Algerije)
- Resolutie 184 Veiligheidsraad Verenigde Naties (Zanzibar)
- Resolutie 185 Veiligheidsraad Verenigde Naties (Kenia)

Lijst ·  171 ·  172 ·  173 ·  174 ·  175 ·  176 ·  177